# Крауч, Блейк
Блейк Кра́уч (англ. Blake Crouch) — американский писатель, наиболее известный по трилогии «Сосны», по которой был снят одноимённый сериал.

## Ранние годы и карьера
Блейк Крауч родился 15 октября 1978 года неподалёку от города Стейтсвилл, штат Северная Каролина. В 2000 году окончил Университет Северной Каролины, получив образование в области английского языка и письменного мастерства.
Живёт и работает в Колорадо.